# Von Knorring
von Knorring (uttal (fil)) är en tysk adelsätt, som leder sitt ursprung från (von) Knorr av tysk uradel ursprungligen från Eichsfeld, bergsområdet Harz, Thüringen belagd från 1070. Ätten förekommer sedan 1400-talet i Baltikum och då Kurland, senare Livland, Estland och Ösel där olika grenar varit inskrivna på respektive riddarhus (Kurland 1620, Ösel 1741, Livland 1745, Estland 1746, Livland 1747, Livland 1867). Genom kejserliga ukaser 1907 och 1913 fick de baltiska grenarna rättighet att föra friherrlig titel, såsom den 1917 till Finland överflyttade grenen av den estländska linjen.
På Riddarhuset i Sverige har två grenar introducerats: adliga ätten nummer 809 Knorring år 1672, från vilken friherrliga ätten nummer 177 von Knorring förgrenades år 1720, och adliga ätten nummer 1 976 von Knorring naturaliserad i Sverige 1756. Ätterna immatrikulerades 1818 på Finlands riddarhus. Ätten nummer 1 976 utslocknade 1891 på svärdssidan i Sverige, men är genom återinflyttning från Finland sedan 1916 och 1955 ånyo representerad på Sveriges riddarhus. I Sverige och Finland har därjämte funnits ointroducerade delar av den adliga ätten, av vilka den svenska dock är den enda fortlevande. Den kom till Sverige 7 maj 1722 med stamfadern, sedermera överstelöjtnanten Otto Wilhelm von Knorring (1681–1761).
Den längre namnformen von Knorring kan för första gången beläggas 18 juli 1566, då Johan von Knorring av den danske konungen Fredrik II förlänades byn Peddast på ön Moon (estniska: Muhu), samt öarna Hannikats och Paternoster.
Svenska Släktföreningen von Knorring bildades 1975. Enligt tillgänglig statistik från 2014 bar 290 personer i Sverige och 70 personer i Finland efternamnet von Knorring.

## Personer med efternamnet von Knorring
- Anne-Liis von Knorring (född 1945), barn- och ungdomspsykiater, professor
- Axel Vilhelm von Knorring (1806–1887), militär och lantbrukare
- Berndt Ulric von Knorring (1768–1832), militär
- Bogdan von Knorring (1744–1825), rysk infanterigeneral
- Carl von Knorring (1861–1931), finländsk sång- och teaterledare
- Caroline von Knorring (1841–1925), fotograf
- Eugen von Knorring (1812–1874), finländsk ämbetsman
- Frans Peter von Knorring (1792–1875), finländsk präst och skolman
- Fredrik von Knorring (1757–1810), svensk-rysk militär
- Georg von Knorring (1926–2007), kapellmästare, flöjtist och pedagog
- Gustaf von Knorring (1772–1823), militär, tecknare och grafiker
- Göran Anton Albert von Knorring (1691–1766), hovrättsråd och lagman
- Henrik Gustaf von Knorring (1753–1833), militär
- Henrik Johan von Knorring (1683–1752), militär
- Ivan von Knorring (1850–1930), godsarrendator och politiker
- Johan Gustaf von Knorring (1801–1846), konstnär
- Jöran von Knorring (1657–1726), militär och riksdagsman
- Lars Jacob von Knorring (1769–1845), militär
- Louise von Knorring (1819–1905), tecknare, pianist och sångerska
- Magnus von Knorring (född 1957), finlandssvensk finansman
- Michael von Knorring (född 1959), musiker
- Mikael von Knorring (född 1976), författare
- Oscar von Knorring (1823–1891), militär, kompositör och författare
- Otto von Knorring (1818–1890), militär och tecknare
- Otto von Knorring (1863–1933), militär
- Peter von Knorring (född 1946), arkitekt
- Philip von Knorring (1948–2016), finländsk konstnär
- Sebastian von Knorring (militär) (1789–1858), militär
- Sophie von Knorring (1797–1848), författare
- Wilhelm von Knorring (1774–1852), militär och miniatyrmålare